# لوبومير ايفانوف
لوبومير ايفانوف هو لاعب كرة قدم بلغاري، ولد في 12 ديسمبر 1981 في بلفن في بلغاريا. لعب مع نادي سبارتاك بليفين.

## وصلات خارجية
- لوبومير ايفانوف على موقع قاعدة بيانات كرة القدم.إي يو (الإنجليزية)
- لوبومير ايفانوف على موقع Soccerway.com (الإنجليزية)